# Gabriel Carvalho
Gabriel Carvalho Teixeira dit Gabriel Carvalho, né le 17 août 2007 à Porto Alegre au Brésil, est un footballeur brésilien qui évolue au poste de milieu offensif au SC Internacional.

## Biographie

### En club
Né à Porto Alegre au Brésil, Gabriel Carvalho est notamment formé par le SC Internacional, qu'il rejoint en 2017. Le 25 août 2023, il signe son premier contrat professionnel avec son club formateur, d'une durée de trois ans.
Il fait sa première apparition en professionnel le 16 juin 2024, lors d'une rencontre de Brasileirão, la première division brésilienne, contre le  Esporte Clube Vitória. Il entre en jeu à la place de Charles Aránguiz et son équipe est battue par deux buts à un,. Cette apparition à 16 ans fait de lui le plus jeune joueur à débuter pour le SC Internacional au 21e siècle, dépassant le précédent record détenu par Alexandre Pato.
Gabriel Carvalho inscrit son premier but en professionnel le 1er septembre 2024, lors d'une rencontre de championnat face à l'EC Juventude. Titulaire, il participe à la victoire de son équipe par trois buts à un,.

### En sélection
Gabriel Carvalho est convoqué pour la première fois avec l'équipe du Brésil des moins 20 ans en septembre 2024 mais ne joue aucun match.